# Omorgus fuliginosus
Omorgus fuliginosus es una especie de escarabajo del género Omorgus, familia Trogidae. Fue descrita científicamente por Robinson en 1941.
Esta especie se encuentra en Chiapas, Coahuila, Jalisco, Morelos, Puebla, Quintana Roo, San Luis Potosí, Tamaulipas, Veracruz, Yucatán, El Salvador y Costa Rica, también en Texas, Estados Unidos.